# 法比安·克洛斯
法比安·克洛斯（德語：Fabian Klos；1987年12月2日—）是一位德国足球运动员，現效力于德甲球隊比勒費爾德，在场上司职前锋。

## 足球生涯

### 从迈纳森至沃尔夫斯堡
克洛斯的足球生涯始于迈纳森体育俱乐部（SV Meinersen）。2005年，仍作为19岁以下梯队成员的他便已首次代表俱乐部一线队亮相，参加吉夫霍恩县级联赛。当季他共取得45个入球，并帮助球队升入行政区联赛。在2006-07赛季的行政区联赛，克洛斯共出场29次并于2007年转会至MTV吉夫霍恩，然后随队赢得2008年度的下萨克森高级联赛东区冠军。在效力吉夫霍恩的两年时间内，他共出场58次及射入49球，继而于2009年加盟沃尔夫斯堡。时任沃尔夫斯堡助理教练的贝恩德·霍勒巴赫促成了这次转会，于是克洛斯在与一线队主教练完成交谈后便与沃尔夫斯堡签署了合同。他将代表俱乐部的二线队上阵。然而遗憾的是，霍勒巴赫与马加特在此期间已双双离任。
在2009年至2011年期间，克洛斯共参加了65场地区联赛并射入22球。他也随沃尔夫斯堡二队在两个赛季均获亚军。更高级别的俱乐部留意到克洛斯的表现，有两家德丙球队愿意为他开出合同，其中之一便是阿米尼亚比勒费尔德。时任沃尔夫斯堡二队主教练的洛伦茨-京特·克斯特纳曾在阿米尼亚效力，他因悠久的传统和热情的环境，建议克洛斯转会至当地。因此，克洛斯遂于2011年夏天与马克西米利安·阿尔施韦德一同投奔比勒费尔德。多年后，克洛斯承认当时他从未想过自己会成为职业球员。

### 比勒费尔德
克洛斯于2011年7月23日对阵斯图加特二队的比赛中首次代表比勒费尔德上阵，当时他替换约翰内斯·拉恩登场。起初他仍是一个大麻烦，并且时常需要枯坐冷板凳。直至斯特凡·克雷默接替马库斯·冯阿伦出任主教练后，克洛斯才成为主力球员。凭借33场比赛中的10个入球，他成为2011-12赛季的队内最佳射手，并为球队的保级发挥了重要作用。赛季结束后，他被评为德丙的年度最佳球员。在第二个赛季，克洛斯又通过自己的入球帮助比勒费尔德成功升入德乙。在最后一轮比赛前，即球队已提前确定升级后，克洛斯续签了本将在赛季结束时到期的合同直至2016年6月底。他在2012-13赛季共射入20球，与开姆尼茨的安东·芬克一同加冕德丙最佳射手。
2013年10月4日，在与凯泽斯劳滕的比赛中，克洛斯与对方球员默罕默德·伊德里苏发生碰撞，造成额头及眼眶受创并导致脑震荡及面部颅骨骨折。其中骨折需要采用钢板接骨术进行治疗。他于2013年11月22日复出，在对阵波鸿的比赛半场入替。凭借在赛季末轮以3比2战胜德累斯顿迪纳摩的比赛中梅开二度，克洛斯避免了其母队直接降级。然而，在随后对阵达姆施塔特98的保级附加赛中，比勒费尔德则不得不接受失败的苦果，并降入德丙。尽管收到来自德乙球队的报价，但克洛斯仍然决定留在比勒费尔德，因为他认为俱乐部有一种“疯狂的、乐观积极的氛围”。
|                 | 经过一夜无眠之后，第二天早上我与主教练诺伯特·迈尔和总经理萨米尔·阿拉比进行了交谈，并表示：如果我们能够组建一支明年有实力升级的队伍，我将留在这里。在哪里跌倒，就在哪里站起来。 |
| ——法比安·克洛斯 | |

至2014-15赛季，克洛斯接替已转会科特布斯能量的托马斯·许贝纳担任队长。在德国足协杯首轮对阵桑德豪森的比赛中，他于距门前18米处接应弗洛里安·迪克开出的角球，一脚凌空抽射入网，被德國公共廣播聯盟的体育纵览节目评为“月度最佳入球”。作为德丙冠军，克洛斯再次跟随比勒费尔德升入德乙，并入围足协杯半决赛。当季他共取得23个入球，于职业生涯中第二次荣膺德丙最佳射手，同时还被评为赛季最佳球员。2015年7月7日，比勒费尔德宣布与克洛斯的既有合同续签至2019年。2016年4月26日，克洛斯在对阵格罗伊特菲尔特的比赛中上演个人首次帽子戏法，并确保了球队免于降级。2016年5月，在俱乐部成立111周年之际，他又被选入俱乐部历史最佳阵容。
随着濒临降级的比勒费尔德于2017年3月聘用杰夫·塞贝纳出任新主教练，克洛斯起初更多时候只能是担任替补，而他的球队仍然能够在6比0击败和睦不伦瑞克和1比1逼平德累斯顿迪纳摩后成功保住德乙资格。在夏歇期，有关其转会的传闻愈演愈烈。德累斯顿迪纳摩努力促成克洛斯加盟，但他决定继续留在比勒费尔德。决定性的因素是他已有自知之明——自己的体能无法承受塞贝纳所要求的密集奔跑的比赛方式。于是在夏歇期间，克洛斯苦练体能。至2017-18赛季，尤利安·伯尔纳被任命为新队长。而克洛斯则于2018年4月改写了俱乐部历史最多入球的纪录。首先，他于4月4日对阵厄尔士山奥厄的比赛中射入个人第111个入球，从而追平此前的纪录保持者恩斯特·库斯特；4月23日，克洛斯又在对阵凯泽斯劳滕的比赛中射入第112和第113球，成为唯一的纪录保持者。通过这两计入球，克洛斯还将凯泽斯劳滕送入了德丙联赛。
2018-19赛季，在2019年3月3日对阵的达姆施塔特98的比赛中，克洛斯再次迎来双料里程碑：这是他的第150次德乙出场并射入了第50个德乙入球。他的合同于2019年4月被延长至2021年。赛季结束后，专业杂志《踢球者》将克洛斯评选为德乙最佳前锋。而随着伯尔纳转投谢周三，克洛斯于2019-20赛季再次接任队长。2019年8月17日，他在对阵厄尔士山奥厄的比赛中又打破了另一项俱乐部纪录：以60个入球超越诺贝特·艾伦菲尔特成为队内取得德乙入球最多的球员。在2019-20赛季的第32轮，克洛斯随比勒费尔德提前两轮锁定德乙冠军并成功升入德甲联赛。此外，他还以21个入球荣膺德乙最佳射手，并获得了由《踢球者》首度为德乙颁发的“小钢炮”奖座。
2021年4月20日，克洛斯在德甲第30輪對上沙尔克04的比賽踢進一球，讓沙爾克04確定2021/2022賽季降級至德乙。

## 个人生活
克洛斯是在不伦瑞克的大众汽车银行完成銀行櫃員的职业培训——当时其父亲正在那里工作。克洛斯于2015年完婚，他的妻子安·克里斯汀·克洛斯（Ann-Christin Klos）曾于2019年10月参加歌唱节目“德国好声音”的第九季录制。由于克洛斯的姓氏与前德国国家足球队球员米罗斯拉夫·克洛泽近似，他也获得了同样的绰号“米罗”（Miro）。 克洛斯的经纪人为凯·米夏尔克。

## 荣誉
俱乐部
- 德乙联赛冠军：2020年
- 德丙联赛冠军：2015年
- 威斯特法伦杯冠军：2012年、2013年

个人
- 德丙联赛最佳球员：2012年、2015年
- 德乙联赛最佳射手：2020年
- 德丙联赛最佳射手：2013年、2015年[19]
- 月度最佳入球：2014年8月

## 外部連結
- Soccerway資料庫：法比安·克洛斯